# Chalermpol Malakham
Chalermpol Malakham (tiếng Thái: เฉลิมพล มาลาคำ), sinh ngày 2 tháng 11 năm 1960, là một ca sĩ, nhạc sĩ người Thái Lan.

## Danh sách đĩa nhạc
- Tam Jai Mae Terd Nong
- Ror Mia Phee Pler
- Ar Dia Rak Wan Khao Phan Sa
- Pued Tam Nan Bak Job Loey[1]
- Kid Hod Pla Keng
- Sieng Jak Phoo Yai Baan